# Efeito β-silício
O efeito β-silício, também chamado de hiperconjugação do silício na química dos organossilício, é um tipo especial de hiperconjugação que descreve a influência estabilizadora de um átomo de silício no desenvolvimento de carga positiva, por meio da remoção de um grupo de saída, em um átomo de carbono numa posição β em relação ao átomo de silício. O orbital ligante σC–Si se sobrepõe parcialmente ao orbital antiligante σ*C–X formado pelas contribuições do Cβ e do grupo de saída, o que reduz a energia do estado de transição que precede a formação de um carbocátion. Um pré-requisito para a hiperconjugação ocorrer é uma relação antiperiplanar entre o grupo com Si e o grupo abandonador. Isso permite a sobreposição máxima entre o orbital σC–Si e o orbital σ*C–X. A hiperconjugação do silício explica observações específicas sobre a cinética e a estereoquímica de reações orgânicas com reagentes contendo silício.
A figura abaixo mostra a sobreposição parcial do orbital σC–Si com o orbital σ*C–X (2b). Essa doação de densidade eletrônica para o orbital antiligante enfraquece a ligação C–X, diminuindo a energia de ativação para a quebra da ligação C–X conforme indicado no estado de transição (3). Essa estabilização do estado de transição favorece a formação do íon carbênio (4). Isso causa o aumento da velocidade de reações nas quais desenvolvem-se cargas positivas em átomos de carbono β em relação ao silício.
O efeito α-silício, por outro lado, é o efeito desestabilizador que um átomo de silício tem sobre o desenvolvimento de carga positiva em um átomo de carbono α ao silício (ou seja, diretamente ligado ao silício). Como corolário disso, o desenvolvimento de carga negativa nesse átomo é estabilizado, o que se observa pelas maiores velocidades de reações nas quais desenvolvem-se cargas negativas no Cα (e.g. metalações). Isso é explicado pela sobreposição parcial entre o orbital ligante σC-X e o orbital antiligante σ*C–Si, a qual estabiliza a ligação C–X.
Em um estudo pioneiro de Frank C. Whitmore, o etiltriclorossilano foi clorado utilizando-se cloreto de sulfurila como doador de cloro e peróxido de benzoíla como iniciador radicalar numa substituição radicalar, resultando em uma monossubstituição de H por Cl na posição α e na posição β (proporção de 2 : 5 devido ao impedimento estérico do grupo silil).
Ao adicionar hidróxido de sódio ao composto α-substituído, apenas os átomos de cloro do silício são substituídos, mas não o cloro ligado ao carbono. A adição de álcali ao composto β-substituído, por outro lado, leva a uma reação de eliminação unimolecular com liberação de etileno. Isso corrobora o efeito β-silício, que é observado pelo favorecimento da formação do intermediário carbocátion da reação SN1 apenas no Cβ.
Em outro conjunto de experimentos, a cloração é repetida com n-propiltriclorossilano. O aduto α e o aduto γ são resistentes à hidrólise, mas o cloro no aduto β é substituído por um grupo hidroxila, o que também corrobora a atuação do efeito β-silício.
O efeito β-silício também se manifesta em certas propriedades dos compostos. A trimetilsililmetilamina (Me3SiCH2NH2), com um pKAH (cologaritmo da constante de acidez do ácido conjugado) de 10,96, é mais forte que o o análogo de carbono neopentilamina (Me3CCH2NH2), com pKAH de 10,21, porque o primeiro ácido conjugado tem a ligação N–H enfraquecida pelo efeito β-silício. Da mesma forma, o trimetilsilanol (Me3SiOH), com pKA = 12,7, é mais ácido que o tert-butanol (Me3COH), com pKA = 19, porque o efeito α-silício favorece a formação da carga negativa no Cα da primeira base conjugada.